# Плестан, Николя
Николя́ Плеста́н (фр. Nicolas Plestan; род. 2 июня 1981, Ницца) — французский футболист, защитник.

## Карьера
Николя получил футбольное образование в «Монако». В 2001 году был отдан в аренду в «Аяччо». В первой игре за корсиканский клуб Плестан получил тяжёлую травму в матче против «Ним Олимпик». В декабре 2001 года истекла его аренда в «Аяччо» и защитник вернулся в «Монако», но теперь уже в дубль.
В 2003 году Плестан, ещё ни разу не сыгравший за «Монако», перешёл в «Лилль». Именно в этом клубе Николя провёл свой первый матч в Лиге 1. Он стал незаменимым игроком в центре обороны, но, получив тяжелую травму в феврале 2008 года, выбыл на десять месяцев. В последнем туре сезона 2008/09 Плестан забил мяч в ворота «Нанси» и принёс победу своему клубу (3:2). Этот гол помог «Лиллю» выйти в Лигу Европы.
31 августа 2010 года Николя Плестан перешёл в немецкий клуб «Шальке 04», подписав трёхлетний контракт. В июне 2011 года соглашение с клубом было расторгнуто.

## Достижения
- Победитель Кубка Интертото: 2004
- Обладатель Кубка Германии: 2010/11